# David Pisot
David Pisot (Karlsruhe, 6 juli 1987) is een Duits voormalig voetballer die doorgaans speelde als centraal verdediger. Tussen 2006 en 2025 was hij actief voor VfB Stuttgart II, VfB Stuttgart, SC Paderborn 07, FC Ingolstadt 04, VfL Osnabrück, Würzburger Kickers, Karlsruher SC, Unterhaching en SGV Freiberg.

## Clubcarrière
Pisot was bij VfB Stuttgart bezig aan zijn vierde periode in een jeugdopleiding, nadat hij onder meer Karlsruher SC uit zijn geboortestad al achter de rug had. In de jaren tussen 2006 en 2009 speelde de verdediger voornamelijk voor de beloften van de Stuttgarter club, maar voor het eerste elftal kwam hij ook tot één optreden. Op 20 oktober 2007 mocht hij op bezoek bij Hamburger SV (4-1 nederlaag) in de basis beginnen van coach Armin Veh. Op 24 januari 2008 werd Pisot voor de rest van het seizoen verhuurd aan SC Paderborn 07.
Op 29 mei 2009 tekende hij een driejarig contract bij FC Ingolstadt 04. Na het aflopen van die verbintenis tekende Pisot voor twee jaar bij VfL Osnabrück, waar hij al snel een basisplaats toebedeeld kreeg. Na vier jaar verkaste de centrumverdediger bij Osnabrück en daarop tekende hij voor twee seizoenen bij Würzburger Kickers, dat circa driehonderdduizend euro voor hem betaalde. Een jaar later stapte Pisot transfervrij over naar Karlsruher SC. Unterhaching nam hem in juli 2021 transfervrij over. Na twee seizoenen stapte Pisot transfervrij over naar SGV Freiberg. Hij besloot in juli 2025 op zevenendertigjarige leeftijd een punt te zetten achter zijn actieve loopbaan.